# 1691
Năm 1691 (Số La Mã:MDCXCI) là một năm thường bắt đầu vào thứ hai (liên kết sẽ hiển thị đầy đủ lịch) trong lịch Gregory (hoặc một năm thường bắt đầu vào thứ năm của lịch Julius chậm hơn 10 ngày).